# Гуляевка (Волгоградская область)
Гуля́евка — хутор во Фроловском районе Волгоградской области России. Входит в Ветютневское сельское поселение.

## География
Хутор находится в 3 км северо-западнее хутора Ветютнев и в 16 км западнее города Фролово.

## История
В 1745 году зажиточный казак Гуляев построил на Арчеде мельницу, при которой вскоре возникла слобода Гуляевка.
На 1859 год слобода Гуляевка при озере Деревенском и реке Арчеда Усть-Медведицкого округа имела число дворов — 288; население: мужского пола — 931, женского пола — 1129. В слободе действовала Богородицкая церковь, две ярмарки, почтовая станция. На 1873 год слобода находилась в составе Михайловской волости: число дворов — 56, отдельных изб не составляющих двора — 2; население: мужского пола — 150, женского пола — 167; плугов — 22, лошадей — 30, пар волов — 73, прочего скота — 198, простых овец — 132. На 1897 год слобода Гуляевская являлась центром Гуляевской волости. Имела число дворов — 444, число хозяйств — 445, наличного населения: мужского пола — 1332, женского пола — 1339.
По состоянию на 1915 год в слободе было: дворов — 414, население мужского пола — 1992, женского пола — 1771. В слободе располагалось волостное и сельское правления, церковь, начальное мужское училище, начальное женское училище, собственная почта. Слобода находилась в составе Глазуновского благочиния Донской епархии. Церковь в честь Донской иконы Божьей Матери была построена в 1799 году, из-за ветхости была перестроена в 1872 году.

## Население
| 2002 | 2010 |
| ---- | ---- |
| 603  | ↘574 |

## Инфраструктура
В хуторе находятся школа, медпункт, магазин. Хутор газифицирован.
В окрестностях хутора находится граница резервата «Пильнянский».